# Grande Prêmio da Suíça de 1982
Resultados do Grande Prêmio da Suíça de Fórmula 1 realizado em Dijon-Prenois em 29 de agosto de 1982. Décima quarta etapa do campeonato, nele Keke Rosberg, da Williams-Ford, tornou-se o primeiro finlandês a vencer na categoria. Em segundo lugar chegou Alain Prost, da Renault, e em terceiro Niki Lauda, da McLaren-Ford.

## Resumo

### Calvário ferrarista
Durante as quatro primeiras provas do campeonato a Ferrari contou com os serviços de Gilles Villeneuve e Didier Pironi e a potência dos motores turbo, combinação capaz de levá-la à conquista de novos títulos, no entanto foi somente com a dobradinha no Grande Prêmio de San Marino que o time italiano chegou às melhores posições na tabela. Infelizmente a vitória de Pironi sobre Villeneuve naquela ocasião estabeleceu um ambiente de cizânia entre os pilotos e com a morte do canadense nos treinos para a corrida na Bélgica a equipe não correu em Zolder por respeito à memória de seu piloto. Enfraquecida, a Casa de Maranello correu apenas com Didier Pironi nas três provas seguintes até a estreia de Patrick Tambay nos Países Baixos, sob uma vitória de Pironi.
Mesmo vencido pela McLaren-Ford de Niki Lauda no Grande Prêmio da Grã-Bretanha, o time do comendador Enzo Ferrari subiu ao pódio com seus dois pilotos e viu Pironi chegar à liderança do mundial com 35 pontos. Novamente candidatos ao título, piloto e equipe não foram capazes de impedir a dobradinha da Renault com René Arnoux e Alain Prost na França, mas como Pironi foi o terceiro sua pontuação subiu para 39 pontos e a Ferrari chegou à vice-liderança entre os construtores, graças também ao quarto lugar de Patrick Tambay, com 52 pontos ante 54 da McLaren.
Pole position no treino oficial do Grande Prêmio da Alemanha, Didier Pironi ignorou o temporal que caía em Hockenheim e voltou à pista a fim de testar os pneus e as condições de seu bólido sob chuva, mas não percebeu que Alain Prost diminuiu a velocidade na curva de acesso à reta de chegada e bateu na Renault a 240km/h, sofreu múltiplas fraturas nos membros anteriores e encerrou sua carreira. Embora a Ferrari tenha aumentado sua vantagem no mundial de construtores após a vitória de Patrick Tambay, não há mais chances de título no mundial de pilotos restando quatro etapas para o fim da temporada. Aliás, Tambay têm sido o único piloto da Ferrari no grid desde então, mas não correrá em Dijon-Prenois devido às fortes dores causadas por uma hérnia de disco.
As más condições físicas de Patrick Tambay levaram a Ferrari a conceber uma "solução enviesada" para levá-lo à pista na sexta-feira: acorrentou seu piloto ao cockpit a partir do capacete de modo a evitar que as trepidações agravassem a saúde do enfermo corredor francês, ideia malsucedida e logo descartada. E assim a Ferrari não participou de uma corrida válida pelo mundial de Fórmula 1 pela terceira vez em sua história, a exemplo do ocorrido no Grande Prêmio da França de 1950 e no Grande Prêmio da Bélgica de 1982.

### Suíça à francesa
Em 1954 o argentino Juan Manuel Fangio sagrou-se bicampeão mundial ao vencer o Grande Prêmio da Suíça com uma Mercedes no Circuito de Bremgarten, contudo a relação da Fórmula 1 com o país chegou ao fim quando o governo suíço proibiu o automobilismo em seu território por causa do Desastre de Le Mans em 1955 onde morreram o ploto Pierre Levegh, 83 espectadores e outros 120 ficaram feridos. Desde então a Suíça emprestou seu nome a um Grande Prêmio extraoficial disputado em Dijon-Prenois, França, em 24 de agosto de 1975 com vitória de Clay Regazzoni, ídolo local e então piloto da Ferrari, após 60 voltas.

### Renault à frente nos treinos
Nos treinos de sexta-feira a Renault marcou os melhores tempos com Alain Prost adiante de René Arnoux restando aos rivais o consolo de brigar pelas posições a partir da segunda fila no dia seguinte numa luta proveitosa para Riccardo Patrese, que subiu da quarta para a terceira posição com seu Brabham-BMW. Definida a matemática dos treinos, resta saber como ficará a disputa pelo título após a corrida em Dijon-Prenois e explica-se: com Didier Pironi fora de combate num hospital em Paris, seus 39 pontos estão na mira de pelo menos dez concorrentes, a começar por Keke Rosberg, vice-líder da competição com 33 pontos.

### Primeira vitória finlandesa
Na largada o primeiro lugar foi assumido por René Arnoux até que Alain Prost o superasse na segunda volta. Logo atrás, Nelson Piquet chegou a andar em terceiro, entretanto perdeu estabilidade na quinta volta quando estava no vácuo de Arnoux e quase saiu da pista na curva La Bretelle, mas na décima volta o brasileiro ultrapassou seu adversário em pleno retão ficando a sete segundos de Prost numa diferença circunstancialmente alterada por retardatários. O avanço de Piquet foi interrompido por sua necessidade de trocar pneus e reabastecer, o que o fez cair para o quinto lugar atrás de Prost, Arnoux, Rosberg e Lauda. O duelo particular entre os carros amarelos da Renault chegou ao fim quando Arnoux trocou os pneus na septuagésima quarta volta. De volta à pista em quarto lugar, parou no giro seguinte quando a injeção de combustível de seu carro falhou.
Enquanto isso Keke Rosberg encerrou o duelo de algumas voltas contra o retardatário Andrea de Cesaris, fato que retardou o ataque do finlandês à McLaren-Ford de Niki Lauda, fato consumado graças ao melhor rendimento da Williams nos trechos velozes de Dijon-Prenois. Sem adversários à sua frente, Rosberg acelerou tudo o que podia saiu à caça de Prost cujo bólido perdia rendimento mediante um desgaste acentuado do pneu traseiro direito. Keke Rosberg executou duas tentativas de ultrapassagem, mas estas foram frustradas pela força do motor Renault nas retas. Temendo pela derrota de seu compatriota a três voltas para o fim da corrida, o diretor de prova encaminhou-se para a linha de chegada a fim de encerrar o grande prêmio antes do previsto. Cientes do risco que corriam, integrantes da Williams confrontaram a direção de prova e provocaram um tumulto. Enquanto isso Rosberg ultrapassou o rival na penúltima volta e garantiu a primeira vitória de sua carreira, impedindo uma nova marmelada nos moldes do Grande Prêmio da França de 1981, quando Alain Prost foi acintosamente favorecido pela cartolagem.
Autor da primeira vitória finlandesa na categoria, Keke Rosberg subiu ao pódio junto a Alain Prost e Niki Lauda enquanto Nelson Piquet e Riccardo Patrese (dupla da Brabham) veio a seguir com Elio de Angelis fechando a zona de pontuação. Tais resultados mudaram mais uma vez a liderança do campeonato: Alain Prost ponteou durante as seis primeiras etapas até que a vitória no Grande Prêmio de Detroit entregou o primeiro lugar a John Watson, mas o segundo posto de Didier Pironi no Grande Prêmio da Grã-Bretanha colocou o francês da Ferrari no topo da tabela, posição agora destinada a Keke Rosberg que soma 42 pontos. Daqui em diante somente quatro pilotos têm chances de título, embora o favoritismo de Rosberg sobre Prost, Watson e Lauda deva ser ressaltado.
Única vitória da Williams no campeonato e primeiro triunfo da equipe desde Alan Jones no Grande Prêmio de Caesars Palace de 1981.

## Classificação da prova

### Treinos oficiais
| Pos.    | Nº | Piloto             | Construtor      | Tempo    | Diferença |
| ------- | -- | ------------------ | --------------- | -------- | --------- |
| 1       | 15 | Alain Prost        | Renault         | 1:01.380 | —         |
| 2       | 16 | René Arnoux        | Renault         | 1:01.740 | + 0.360   |
| 3       | 2  | Riccardo Patrese   | Brabham-BMW     | 1:02.710 | + 1.330   |
| 4       | 8  | Niki Lauda         | McLaren-Ford    | 1:02.984 | + 1.604   |
| 5       | 22 | Andrea de Cesaris  | Alfa Romeo      | 1:03.023 | + 1.643   |
| 6       | 1  | Nelson Piquet      | Brabham-BMW     | 1:03.183 | + 1.803   |
| 7       | 5  | Derek Daly         | Williams-Ford   | 1:03.291 | + 1.911   |
| 8       | 6  | Keke Rosberg       | Williams-Ford   | 1:03.589 | + 2.209   |
| 9       | 23 | Bruno Giacomelli   | Alfa Romeo      | 1:03.776 | + 2.396   |
| 10      | 27 | Patrick Tambay     | Ferrari         | 1:03.896 | + 2.516   |
| 11      | 7  | John Watson        | McLaren-Ford    | 1:03.995 | + 2.615   |
| 12      | 3  | Michele Alboreto   | Tyrrell-Ford    | 1:04.069 | + 2.689   |
| 13      | 26 | Jacques Laffite    | Ligier-Matra    | 1:04.087 | + 2.707   |
| 14      | 29 | Marc Surer         | Arrows-Ford     | 1:04.928 | + 3.548   |
| 15      | 11 | Elio de Angelis    | Lotus-Ford      | 1:04.967 | + 3.587   |
| 16      | 25 | Eddie Cheever      | Ligier-Matra    | 1:05.001 | + 3.621   |
| 17      | 31 | Jean-Pierre Jarier | Osella-Ford     | 1:05.179 | + 3.799   |
| 18      | 4  | Brian Henton       | Tyrrell-Ford    | 1:05.391 | + 4.011   |
| 19      | 14 | Roberto Guerrero   | Ensign-Ford     | 1:05.395 | + 4.015   |
| 20      | 9  | Manfred Winkelhock | ATS-Ford        | 1:05.451 | + 4.071   |
| 21      | 35 | Derek Warwick      | Toleman-Hart    | 1:05.877 | + 4.497   |
| 22      | 17 | Rupert Keegan      | March-Ford      | 1:06.011 | + 4.631   |
| 23      | 36 | Teo Fabi           | Toleman-Hart    | 1:06.017 | + 4.637   |
| 24      | 18 | Raul Boesel        | March-Ford      | 1:06.136 | + 4.756   |
| 25      | 10 | Eliseo Salazar     | ATS-Ford        | 1:06.168 | + 4.788   |
| 26      | 12 | Nigel Mansell      | Lotus-Ford      | 1:06.211 | + 4.831   |
| 27      | 20 | Chico Serra        | Fittipaldi-Ford | 1:06.339 | + 4.959   |
| 28      | 33 | Tommy Byrne        | Theodore-Ford   | 1:06.990 | + 5.610   |
| 29      | 30 | Mauro Baldi        | Arrows-Ford     | 1:07.836 | + 6.456   |
| Fontes: |    |                    |                 |          |           |

### Corrida
| Pos.    | Nº | Piloto             | Construtor      | Voltas | Tempo/Diferença  | Grid | Pontos |
| ------- | -- | ------------------ | --------------- | ------ | ---------------- | ---- | ------ |
| 1       | 6  | Keke Rosberg       | Williams-Ford   | 80     | 1:32:41.087      | 8    | 9      |
| 2       | 15 | Alain Prost        | Renault         | 80     | + 4.442          | 1    | 6      |
| 3       | 8  | Niki Lauda         | McLaren-Ford    | 80     | + 1:00.343       | 4    | 4      |
| 4       | 1  | Nelson Piquet      | Brabham-BMW     | 79     | + 1 volta        | 6    | 3      |
| 5       | 2  | Riccardo Patrese   | Brabham-BMW     | 79     | + 1 volta        | 3    | 2      |
| 6       | 11 | Elio de Angelis    | Lotus-Ford      | 79     | + 1 volta        | 15   | 1      |
| 7       | 3  | Michele Alboreto   | Tyrrell-Ford    | 79     | + 1 volta        | 12   |        |
| 8       | 12 | Nigel Mansell      | Lotus-Ford      | 79     | + 1 volta        | 26   |        |
| 9       | 5  | Derek Daly         | Williams-Ford   | 79     | + 1 volta        | 7    |        |
| 10      | 22 | Andrea de Cesaris  | Alfa Romeo      | 78     | + 2 voltas       | 5    |        |
| 11      | 4  | Brian Henton       | Tyrrell-Ford    | 78     | + 2 voltas       | 18   |        |
| 12      | 23 | Bruno Giacomelli   | Alfa Romeo      | 78     | + 2 voltas       | 9    |        |
| 13      | 7  | John Watson        | McLaren-Ford    | 77     | + 3 voltas       | 11   |        |
| 14      | 10 | Eliseo Salazar     | ATS-Ford        | 76     | + 3 voltas       | 25   |        |
| 15      | 29 | Marc Surer         | Arrows-Ford     | 76     | + 4 voltas       | 14   |        |
| 16      | 16 | René Arnoux        | Renault         | 75     | Injeção          | 2    |        |
| Ret     | 25 | Eddie Cheever      | Ligier-Matra    | 70     | Handling         | 16   |        |
| Ret     | 9  | Manfred Winkelhock | ATS-Ford        | 55     | Chassis          | 20   |        |
| Ret     | 31 | Jean-Pierre Jarier | Osella-Ford     | 44     | Motor            | 17   |        |
| Ret     | 26 | Jacques Laffite    | Ligier-Matra    | 33     | Handling         | 13   |        |
| Ret     | 36 | Teo Fabi           | Toleman-Hart    | 31     | Motor            | 23   |        |
| Ret     | 18 | Raul Boesel        | March-Ford      | 31     | Vazamento d'água | 24   |        |
| Ret     | 17 | Rupert Keegan      | March-Ford      | 25     | Rodada           | 22   |        |
| Ret     | 35 | Derek Warwick      | Toleman-Hart    | 24     | Motor            | 21   |        |
| Ret     | 14 | Roberto Guerrero   | Ensign-Ford     | 4      | Motor            | 19   |        |
| WD      | 27 | Patrick Tambay     | Ferrari         | 0      | Retirou-se       | 10   |        |
| DNQ     | 20 | Chico Serra        | Fittipaldi-Ford |        |                  |      |        |
| DNQ     | 33 | Tommy Byrne        | Theodore-Ford   |        |                  |      |        |
| DNQ     | 30 | Mauro Baldi        | Arrows-Ford     |        |                  |      |        |
| Fontes: |    |                    |                 |        |                  |      |        |

## Tabela do campeonato após a corrida
| Pos.    | Piloto        | Pontos |
| ------- | ------------- | ------ |
| 1       | Keke Rosberg  | 42     |
| 2       | Didier Pironi | 39     |
| 3       | Alain Prost   | 31     |
| 4       | John Watson   | 30     |
| 5       | Niki Lauda    | 30     |
| Fontes: |               |        |

| Pos.    | Equipe        | Pontos |
| ------- | ------------- | ------ |
| 1       | Ferrari       | 64     |
| 2       | McLaren-Ford  | 60     |
| 3       | Williams-Ford | 55     |
| 4       | Renault       | 50     |
| 5       | Lotus-Ford    | 30     |
| Fontes: |               |        |

- Nota: Somente as primeiras cinco posições estão listadas. Entre 1981 e 1990 cada piloto podia computar onze resultados válidos por temporada não havendo descartes no mundial de construtores.